# Forcipomyia nilicola
Forcipomyia nilicola är en tvåvingeart som först beskrevs av Jean-Jacques Kieffer 1924.  Forcipomyia nilicola ingår i släktet Forcipomyia och familjen svidknott.
Artens utbredningsområde är Egypten. Inga underarter finns listade i Catalogue of Life.